# گل‌آذین (خواننده)

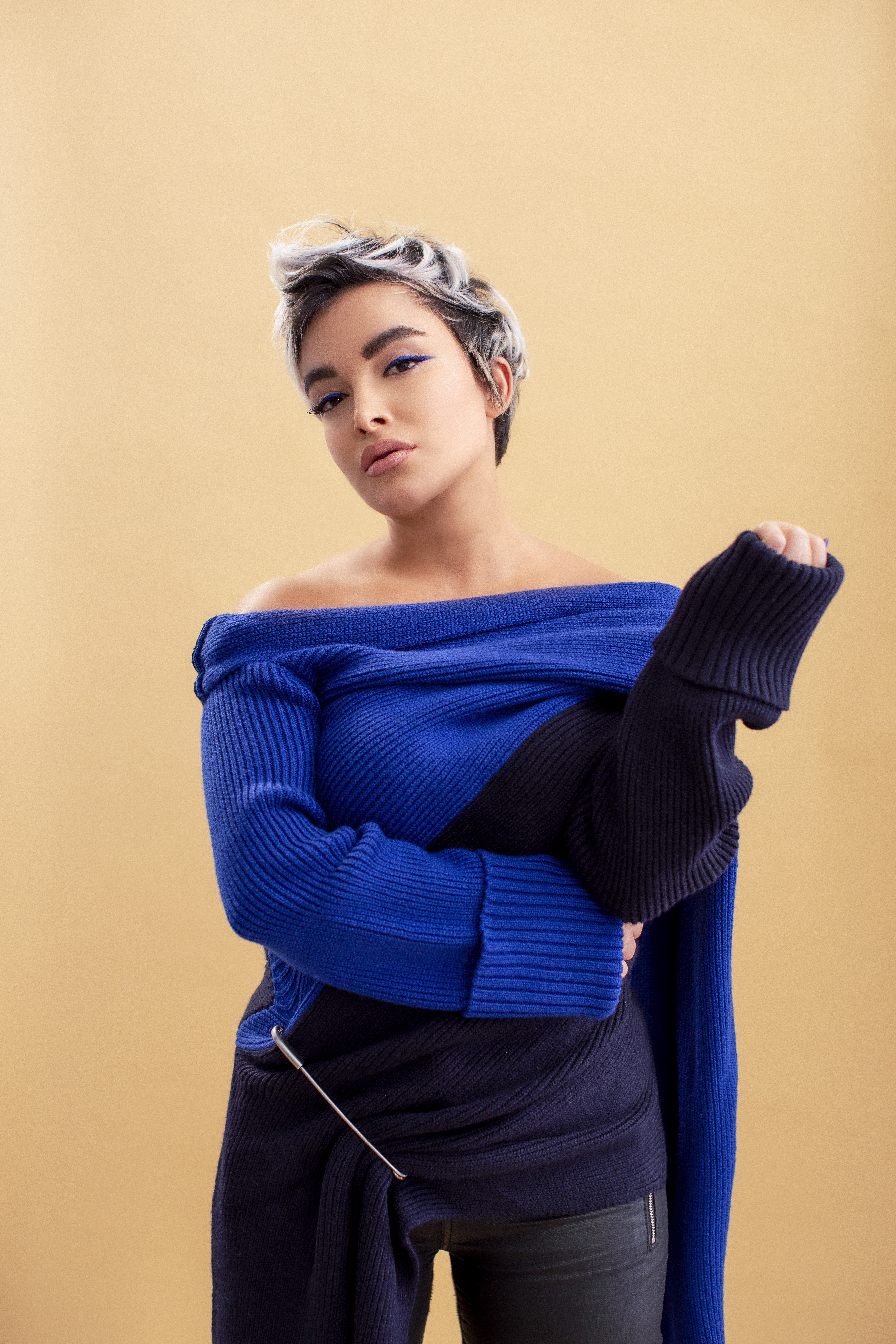
گل آذین اردستانی در سال ۲۰۲۰

گل‌آذین اردستانی (زاده١٣٦٢) که با نام هنری گل‌آذین شناخته می‌شود، خواننده، شعرنویس، موسیقی‌شناس، خواننده و بازیگر ایرانی ساکن لندن می‌باشد. وی پیانو، سنتور، دمام و فلوت می‌زند.

## اوایل زندگی
گل آذین در اصفهان متولدشد. وی در رشته آهنگسازی و اجرا در دانشگاه سوره تهران تحصیل نمود. در سال ۲۰۱۱، گل آذین برای ادامه تحصیل در رشته روان‌شناسی موسیقی در دانشگاه روهمپتون به لندن مهاجرت کرد.

## حرفه
گل آذین وقتی ۱۹ساله بود، در نخستین گروه دختران ایران (ارکید) عضو شدکه به دلیل قوانین محلی فقط اجازه پخش در مقابل تماشاچیان زن در ایران را داشت. او سه بار در ایران دستگیر شد و در سال ۲۰۱۱ به لندن مهاجرت کرد.
نخستین تک آهنگ وی به اسم «می‌ری» بیش از ۳ میلیون گوش در رادیو جوان دریافت کرد. در سال ۲۰۱۸، گلا تک آهنگ خط را منتشر نمود که نخستین آهنگ وی به زبان انگلیسی بود. تک آهنگ «بوسه» او در یک ماه بعداز منتشر شدن بیش از ۸۰۰٬۰۰۰بار پخش شد. او در سال ۲۰۱۹تک آهنگ «حالا تو میدونی» را منتشر نمود. او در کنار ایدان رایچل و خواننده رپ ایرانی حسین تهی کار کرده‌است. گلا موسیقی را تحت تأثیر موسیقی شرقی و غربی خلق و پیامی زیربنایی افزایش آگاهی در ایران دارد. وی در سال ۲۰۲۲ توسط صفحه اینستاگرام خود به انقلاب مردمی علیه رژیم جمهوری اسلامی پیوست.
از آهنگهای دیگر او آهنگ "حقمه"است.